# ...Allow Us to Be Frank
| Đánh giá chuyên môn | Đánh giá chuyên môn |
| Nguồn đánh giá      | Nguồn đánh giá      |
| Nguồn               | Đánh giá            |
| ------------------- | ------------------- |
| Entertainment.ie    | [ 1 ]               |
| MTV Asia            | [ 2 ]               |
| RTÉ.ie              | [ 3 ]               |
| Rovi                | [ 4 ]               |
| Stylus Magazine     | F                   |

...Allow Us to Be Frank, một album cover để tưởng niệm cố nghệ sĩ Frank Sinatra, là album thứ sáu của ban nhạc nam đến từ Ireland Westlife, đã được phát hành ngày 8 tháng 11 năm 2004. Đạt được vị trí quán quân ở Ireland và #3 ở Anh, chỉ đạt được vị trí #24 trên các Bảng xếp hạng cuối năm 2004 ở Anh, đây là album đạt được thứ hạng thấp nhất của nhóm tính đến thời điểm này.

## Danh sách track
| STT | Nhan đề                            | Sáng tác                                       | Thời lượng |
| --- | ---------------------------------- | ---------------------------------------------- | ---------- |
| 1.  | "Ain't That a Kick in the Head"    | Sammy Cahn, Jimmy Van Heusen                   | 2:27       |
| 2.  | "Fly Me to the Moon"               | Bart Howard                                    | 2:31       |
| 3.  | "Smile" ()                         | Charles Chaplin, Geoffrey Parsons, John Turner | 2:50       |
| 4.  | "Let There Be Love"                | Ian Grant, Lionel Rand                         | 2:45       |
| 5.  | "The Way You Look Tonight"         | Jerome Kern, Dorothy Fields                    | 4:07       |
| 6.  | "Come Fly With Me"                 | Cahn, Van Heusen                               | 3:15       |
| 7.  | "Mack the Knife"                   | Marc Blitzstein, Bertolt Brecht, Kurt Weill    | 3:10       |
| 8.  | "I Left My Heart in San Francisco" | George Cory, Douglas Cross                     | 2:59       |
| 9.  | "Summer Wind"                      | Hans Bradtke, Henry Mayer, Johnny Mercer       | 2:58       |
| 10. | "Clementine"                       | Woody Harris, Percy Montrose                   | 3:19       |
| 11. | "When I Fall in Love"              | Edward Heyman, Victor Young                    | 3:09       |
| 12. | "Moon River"                       | Johnny Mercer, Henry Mancini                   | 2:40       |
| 13. | "That's Life"                      | Kelly Gordon, Dean Kay                         | 3:13       |

- Lưu ý: "Moon River" (track 12) có mặt trong phiên bản Anh của album nhưng không có mặt trong phiên bản quốc tế.

## Thời gian phát hành
| Khu vực     | Ngày                 |
| ----------- | -------------------- |
| Châu Âu     | 8 tháng 11 năm 2004  |
| Philippines | 13 tháng 11 năm 2004 |
| Đài Loan    | 3 tháng 12 năm 2004  |